# Họ Huỳnh hoa đăng
Họ Huỳnh hoa đăng (danh pháp khoa học: Cochlospermaceae) là một họ thực vật có hoa với 2 chi và khoảng 15-25 loài cây thân gỗ và cây bụi. Chúng có mặt tại khu vực nhiệt đới, nhưng lại không có mặt ở miền nam Đông Nam Á (như Malaysia, Indonesia) một cách khá lạ kỳ. Phần lớn các loài trong họ này là cây ưa khô hay ưa ẩm vừa phải, phát triển tốt chủ yếu trong môi trường có khí hậu khô. Các lá có cuống, không màng bao, xẻ thùy chân vịt, mọc vòng hay so le, có lá kèm. Hoa lớn, đối xứng đơn, thường có màu vàng, lưỡng tính, mọc thành chùy hay cành hoa. Nhiều nhị với các bao phấn xốp. Bầu nhụy thượng với 1 (3) ngăn và 3 (5) lá noãn dạng quả tụ, vòi nhụy 1, núm nhụy 1 (nhỏ). Quả đặc biệt: nó là dạng quả nang cắt vách với vỏ quả trong tách rời khỏi vỏ quả giữa, nhiều hạt có lông tơ và cong. Các loài cây trong họ này thường có các mô tiết dịch (nhựa) màu ánh vàng.
Một số tác giả, trong đó có APG II, coi Cochlospermaceae như là từ đồng nghĩa của Bixaceae (họ Điều nhuộm). Trên website của APG, truy cập ngày 6 tháng 10 năm 2007 thì họ Cochlospermaceae và họ Diegodendraceae chỉ được coi là một thành phần nằm trong họ Bixaceae.

## Các chi
- Amoreuxia (Moc. & Sessé cũ DC., 1825): Khoảng 3+ loài.
- Cochlospermum (Kunth, 1822): Khoảng 12+ loài.